# Улбрихтова доктрина
Улбрихтова доктрина добила је назив по Валтеру Улбрихту, а суштина јој је да нормалне дипломатске везе између Источне Немачке или било које друге државе Источног блока и Западне Немачке могуће је успоставити само ако Западна Немачка прво призна Источну Немачку као суверену државу. Ова доктрина је била одговор на Халштајнову доктрину која је тврдила да је Западна Немачка једина легитимна немачка држава.
Доктрину су формулисале Пољска и Источна Немачка а и друге државе Источног блока Чехословачка, Мађарска и Бугарска и обвезале су се да неће успоставити дипломатске односе са Западном Немачком док она не призна Источну Немачку. Изузетак је била Румунија која је успоставила дипломатске везе са Западном Немачком 31. јануара 1967. године. То је довело до оштре вербалне размене између Источне Немачке и Румуније. Румунија је окривила НДР да се меша у њене унутрашње ствари и одбила је да учествује на састанку министара спољних послова Варшавског пакта све док се овај не би преселио на друго место осим Берлина. Да би се задржала фасада уједињености социјалистичких држава Леонид Брежњев је преместио састанак у Варшаву.
Западна Немачка је с временом напустила Халштајнову доктрину започевши активнију источну политику која је водила доношењу споразума у децембру 1972. године између ове две државе, који је омогућио да се обе немачке државе приме у Уједињене нације као пуноправне чланице.